# Pandoeri
Een pandoeri (Georgisch: ფანდური) is een traditionele driesnarige langhalsluit uit Georgië. Het ongeveer 75 cm lange instrument wordt meestal gestemd in een A-groot akkoord: A - C# - E, en heeft een mensuur van ca. 48 cm. De pandoeri wordt gebruikt als akkoordbegeleidingsinstrument. Oudere dan wel eenvoudiger instrumenten werden uitgevoerd met houten fretten, en houten stemknoppen. 
In het verleden werden darmsnaren gebruikt, maar tegenwoordig wordt het instrument vooral met nylonsnaren bespannen. Modernere pandoeri's hebben metalen fretten en stemmechanieken vergelijkbaar met gitaar.
Het instrument is gebruikelijk in alle regio's van Oost-Georgië, zoals in Psjavi, Chevsoeretië, Toesjeti, Kacheti en Kartli. De pandoeri wordt over het algemeen gebruikt om solo-heldhaftige, komische en liefdesliederen, maar ook bij dans te begeleiden.